# Callobius rothi
Callobius rothi är en spindelart som beskrevs av Robin Ernest Leech 1972. Callobius rothi ingår i släktet Callobius och familjen mörkerspindlar. Inga underarter finns listade.